# 1. deild kvinnur (1988)
W roku 1988 odbyła się 4. edycja 1. deild kvinnur – pierwszej ligi piłki nożnej kobiet na Wyspach Owczych. W rozgrywkach wzięło udział 8 klubów z całego archipelagu. Tytułu mistrzowskiego broniła drużyna B36 Tórshavn, jednak przejął go od niej HB Tórshavn po raz drugi w swojej historii.

## Uczestnicy
| Uczestnicy 1. deild kvinnur 1987                                                                              | Uczestnicy 1. deild kvinnur 1987 | Uczestnicy 1. deild kvinnur 1987 | Uczestnicy 1. deild kvinnur 1987 |
| --- | -------------------------------- | -------------------------------- | -------------------------------- |
| B36 | B36 Tórshavn                     | 1                                |                                  |
| HB | HB Tórshavn                      | 2                                |                                  |
| GÍ | GÍ Gøta                          | 3                                |                                  |
| EB | EB Eiði                          | 4                                |                                  |
| ÍF | ÍF Fuglafjørður                  | 5                                |                                  |
| SÍS | SÍ Sumba                         | 6                                |                                  |
| KÍ | KÍ Klaksvík                      | 7                                |                                  |
| Awans z 2. deild kvinnur 1987                                                                                 |                                  |                                  |                                  |
| NSÍ | NSÍ Runavík                      |                                  |                                  |
| Oznaczenia: - kolumna pierwsza – skróty nazw drużyn, - kolumna trzecia – miejsce zajęte w poprzednim sezonie. |                                  |                                  |                                  |

## Rozgrywki

### Tabela ligowa
| Lp. | Drużyna         | M  | Z  | R | P  | Bramki | Bramki | Różn. | Pkt | Uwagi              |
| --- | --------------- | -- | -- | - | -- | ------ | ------ | ----- | --- | ------------------ |
| 1   | HB Tórshavn (M) | 14 | 12 | 2 | 0  | 60     | 2      | +58   | 26  |                    |
| 2   | B36 Tórshavn    | 14 | 12 | 1 | 1  | 51     | 5      | +46   | 25  |                    |
| 3   | GÍ Gøta         | 14 | 7  | 2 | 5  | 20     | 14     | +6    | 16  |                    |
| 4   | EB Eiði         | 14 | 6  | 2 | 6  | 17     | 22     | −5    | 14  |                    |
| 5   | ÍF Fuglafjørður | 14 | 5  | 2 | 7  | 19     | 22     | −3    | 12  |                    |
| 6   | KÍ Klaksvík     | 14 | 4  | 3 | 7  | 16     | 47     | −31   | 11  |                    |
| 7   | NSÍ Runavík     | 14 | 1  | 3 | 10 | 5      | 32     | −27   | 5   |                    |
| 8   | SÍ Sumba (S)    | 14 | 1  | 1 | 12 | 1      | 45     | −44   | 3   | Spadek do 2. deild |

### Wyniki spotkań
| Gospodarz \ Gość | B36 | EB  | GÍ  | HB  | ÍF  | KÍ  | NSÍ | SÍS  |
| B36 Tórshavn     |     | 2:0 | 3:0 | 0:1 | 5:0 | 7:0 | 5:0 | 5:0  |
| EB Eiði          | 0:3 |     | 2:1 | 1:2 | 2:1 | 2:3 | 1:1 | 1:0  |
| GÍ Gøta          | 2:3 | 1:0 |     | 0:2 | 2:0 | 3:0 | 2:0 | 5:0  |
| HB Tórshavn      | 1:1 | 5:0 | 3:0 |     | 6:0 | 9:0 | 7:0 | 10:0 |
| ÍF Fuglafjørður  | 0:2 | 0:0 | 0:2 | 0:2 |     | 9:0 | 1   | 5:0  |
| KÍ Klaksvík      | 1:4 | 1:3 | 1:1 | 0:8 | 1:1 |     | 4:0 | 1:0  |
| NSÍ Runavík      | 0:5 | 1:3 | 0:0 | 0:4 | 0:1 | 0:0 |     | 3:0  |
| SÍ Sumba         | 0:6 | 1:2 | 0:1 | 0:0 | 0:2 | 0:4 | 2   |      |

Aktualne na 21 kwietnia 2015. Źródło: HB.fo
Objaśnienia:
1Drużyna gospodarzy jest wymieniona po lewej stronie tabeli.
Kolory: zielony – zwycięstwo gospodarzy, żółty – remis, różowy – zwycięstwo gości.
Objaśnienia:
1. Zwycięstwo walkowerem przyznane ÍF Fuglafjørður, jednak bez przyznania bramek.
2. Zwycięstwo walkowerem przyznane SÍ Sumba, jednak bez przyznania bramek.